# ویدیم (ناحیه میلنیک)
ویدیم (به چکی: Vidim) یک منطقهٔ مسکونی در جمهوری چک است که در ناحیه میلنیک واقع شده‌است.